# Смитерс (Западная Виргиния)
Смитерс (англ. Smithers) — город в штате Западная Виргиния (США). Большая часть города находится в округе Фейетт, часть принадлежит округу Канова. По данным переписи за 2010 год число жителей города составляло 813 человек, по оценке Бюро переписи США в 2015 году в городе проживало 790 человек.

## Географическое положение
Смитерс находится в центре штата Западная Виргиния на берегу реки Канова напротив города Монтгомери. По данным Бюро переписи населения США город имеет общую площадь в 1,29 км².
Через город проходят  US 60 (англ. US Highway 60), которая идёт вдоль реки Кановы до Голи-Бридж.

## История
Город находится вблизи Смитерс-Крик. Смитерс был инкорпорирован в 1938 году. Он был назван или по названию реки, или в честь одного из первых поселенцев Джеймса Смитерса.

## Население
| Год переписи | Нас. |  | %±     |
| ------------ | ---- |  | ------ |
| 1940         | 2232 |  | —      |
| 1950         | 2208 |  | −1,1%  |
| 1960         | 1696 |  | −23,2% |
| 1970         | 2020 |  | 19,1%  |
| 1980         | 1482 |  | −26,6% |
| 1990         | 1162 |  | −21,6% |
| 2000         | 904  |  | −22,2% |
| 2010         | 813  |  | −10,1% |
| 2015         | 790  |  | −2,8%  |

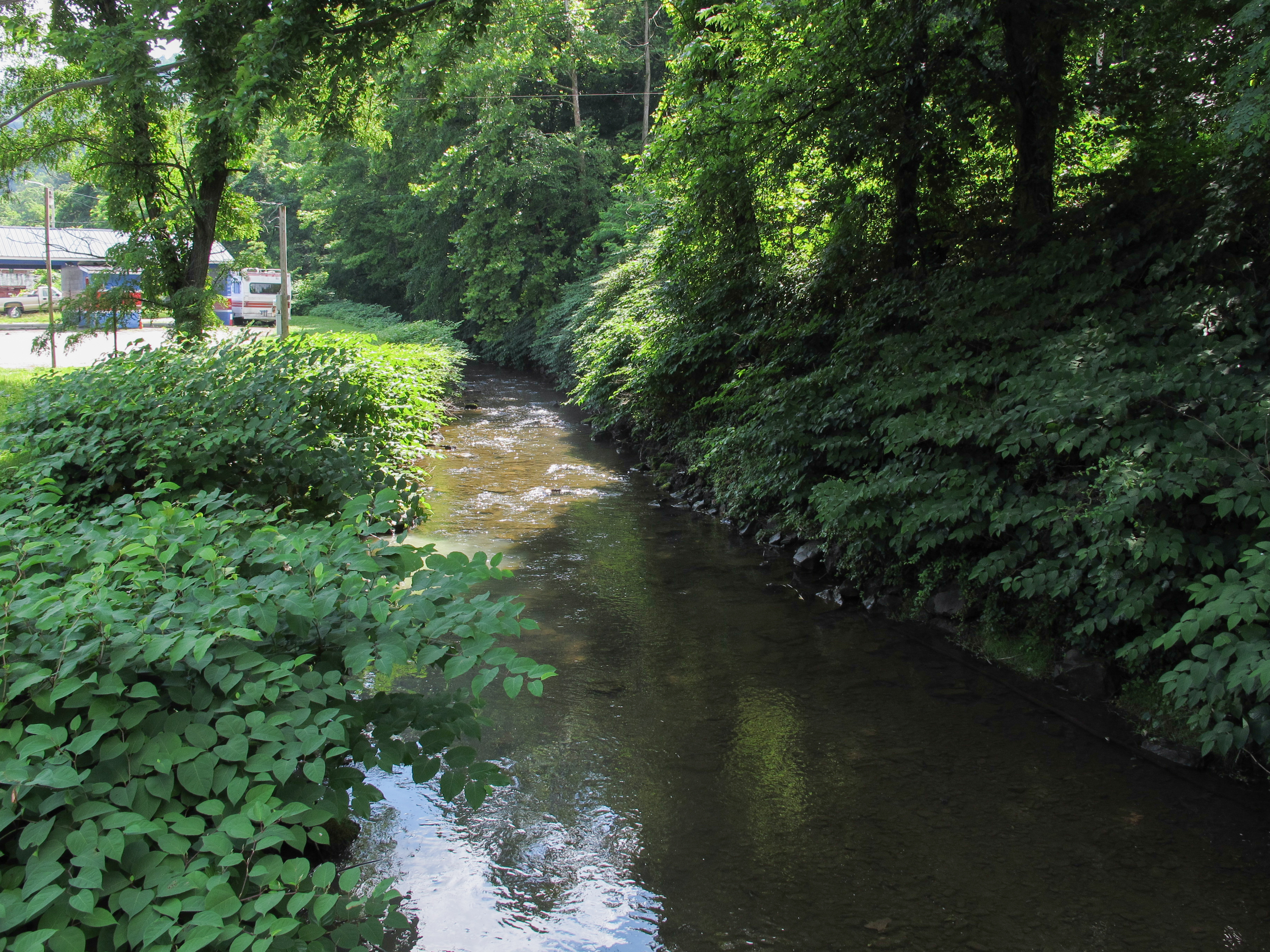
Смитерс-Крик

По данным переписи 2010 года население Смитерс составляло 813 человек (из них 46,0 % мужчин и 54,0 % женщин), в городе было 405 домашних хозяйств и 216 семей. 811 человек проживают в округе Фейетт, 2 — в округе Канова. На территории города была расположена 473 построек со средней плотностью 366,7 построек на один квадратный километр суши. Расовый состав: белые — 89,8 %, афроамериканцы — 8,0 %, азиаты — 0,6 %.
Население города по возрастному диапазону по данным переписи 2010 года распределилось следующим образом: 17,1 % — жители младше 18 лет, 2,8 % — между 18 и 21 годами, 54,4 % — от 21 до 65 лет и 25,7 % — в возрасте 65 лет и старше. Средний возраст населения — 49,8 лет. На каждые 100 женщин в Смитерс приходилось 85,2 мужчин, при этом на 100 совершеннолетних женщин приходилось уже 79,3 мужчин сопоставимого возраста.
Из 405 домашних хозяйств 53,3 % представляли собой семьи: 31,1 % совместно проживающих супружеских пар (6,7 % с детьми младше 18 лет); 16,5 % — женщины, проживающие без мужей и 5,7 % — мужчины, проживающие без жён. 46,7 % не имели семьи. В среднем домашнее хозяйство ведут 2,01 человека, а средний размер семьи — 2,67 человека. В одиночестве проживали 41,0 % населения, 20,8 % составляли одинокие пожилые люди (старше 65 лет).

## Экономика
В 2014 году из 776 человек старше 16 лет имели работу 418. При этом мужчины имели медианный доход в 34 205 долларов США в год против 26 250 долларов среднегодового дохода у женщин. В 2014 году медианный доход на семью оценивался в 34 479 $, на домашнее хозяйство — в 25 568 $. Доход на душу населения — 15 856 $ в год.